# Radek Štěpánek
Radek Štěpánek, född 27 november 1978 i Karviná, Tjeckien, är en tjeckisk före detta professionell tennisspelare bosatt i Monte Carlo, Monaco. Han blev professionell spelare 1996 och nådde sin hittills bästa ranking 8, i juli 2006. Štěpánek har vunnit fem singeltitlar och 18 dubbeltitlar.

## Tenniskarriären
Štěpánek nådde framgångar på ATP-touren i första hand som dubbelspelare och vann 12 ATP-titlar perioden 1999-2006. Från säsongen 2002 har Štěpánek dock främst fokuserat på singelspel. Han blev först uppmärksammad som talangfull singelspelare säsongen 2003 när han besegrade före detta världsettan Gustavo Kuerten i 5 set i andra omgången i Australiska öppna. 
2006 var Štěpáneks bästa spelsäsong hittills. Han vann det året sin första ATP-singeltitel, i Rotterdam mot Christophe Rochus. Han nådde kvartsfinal i Wimbledonmästerskapen, som han förlorade mot Jonas Björkman efter att ha missat matchbollar. Samma säsong besegrade han José Acasuso i semifinalen i masterstävlingen German Open. Han förlorade senare finalen i tre raka set mot spanjoren Tommy Robredo. 
Under säsongen nådde Štěpánek sin hittills högsta singelranking (nummer åtta), men var under senare delen av säsongen tvingad till speluppehåll på grund av en kronisk nackskada.
Säsongen 2007 vann han sin andra ATP-singeltitel i Los Angeles genom finalseger över James Blake i tre set.
I den andra omgången av US Open i tennis 2007 var Štěpánek nära seger mot tredjeseedade Novak Djokovic, men föll till sist efter 4 timmar och 44 minuters spel. Resultatet blev 7-6 (4), 6-7 (5), 7-5, 5-7, 6-7 (2). 

## 2008
Spelsäsongen 2008 gjorde Štěpánek några bra resultat, till exempel genom att nå finalen i San Jose, där han förlorade mot Andy Roddick. Han nådde semifinal i Rome Masters, som han förlorade mot Novak Djokovic. Under olympiska sommarspelen förlorade han mot Michael Llodra i första omgången. Štěpánek slutade säsongen som rankad 27, men kom in som reserv för Andy Roddick i Mastersslutspelen. Eftersom deltagandet kom plötsligt, tvingades han låna racket från Novak Djockovic och strumpor av Andy Murray.  Štěpánek förlorade sina två matcher mot Gilles Simon och Roger Federer

## 2009
Štěpánek började 2009 med en ny tennisracket. Han vann första tävlingen och tog sin tredje titel i Brisbane. I finalen besegrade han Fernando Verdasco med siffrorna 3-6, 6-3, 6-4. Verdasco fick revansch i Australiska öppna samma år i tredje omgången. Den matchen vann Verdasco med 6-4, 6-0, 6-0.
Under SAP Open i San Jose vann Štěpánek sin fjärde ATP-titel genom att vinna mot Mardy Fish i tre set. I semifinalen besegrade han Andy Roddick, efter att ha förlorat mot honom de fyra senaste mötena. Han vann även dubbelfinalen tillsammans med Tommy Haas. Detta innebar att Štěpáneks för första gången vann både singel- och dubbeltiteln i samma tävling.
I Davis Cups första omgång mot Frankrike, förlorade Štěpánek första matchen mot Jo-Wilfried Tsonga i tre raka set. Nästa dag vann han dubbeln, och dagen efter vann han även sin andra singelmatch mot Gilles Simon i tre raka set. Genom detta gick Tjeckien till kvartsfinal i Davis Cup. I kvartsfinalen van han den femte och avgörande matchen och tog sitt land till semifinalen. I semifinalen vann Štěpánek över kroaten Ivo Karlovic i en maratonmatch om 82 game (6-7, 7-6, 7-6, 6-7, 16-14). Matchen var en av de längsta i Davis Cups historia och varade 5 timmar och 59 minuter. Tjeckien gick senare till final mot Spanien som de förlorade. Štěpánek förlorade i fem set mot David Ferrer.

## 2010
Štěpánek kom till Brisbane för att försvara sin fjolårstitel. Han tog sig till final, men förlorade mot Andy Roddick. I dubbel nådde han semifinal tillsammans med landsmannen Tomáš Berdych.
Som trettondeseedad i Australiska öppna förlorade han första omgången mot Ivo Karlovic i fem set.
I första omgången av Davis Cup 2010 vann Štěpánek en singel och en dubbel vilket bidrog till att Tjeckien vann över Belgien med 4-1. Štěpánek vann båda sina matcher i tre raka set.
Štěpánek blev senare under året sjuk (körtelfeber), vilket har hindrat honom från att delta i flera stora tävlingar. Senare drabbades han av en knäskada som hindrade honom från att delta i Wimbledon.

## Personen
Štěpánek var tidigare förlovad med den schweiziska tennisstjärnan Martina Hingis, men de valde att avsluta sin relation i augusti 2007. Han är gift med den tjeckiska tennisspelaren Nicole Vaidišová och de har en dotter tillsammans.
Han är för övrigt känd för sina stönanden efter slagen.  

## Singeltitlar (5)
- 2011 - Washington
- 2009 - Brisbane, San José
- 2007 - Los Angeles
- 2006 - Rotterdam

## Dubbeltitlar (18)
- 2013 - US Open, Bogotá
- 2012 - Australian Open, Miami, Shanghai
- 2009 - San José
- 2006 - Marseille
- 2005 - Marseille, Dubai
- 2004 - Rotterdam, Stuttgart, Delray Beach
- 2003 - Milano
- 2002 - München
- 2001 - Estoril, München, Wien
- 1999 - Prag